# Campoletis incisa
Campoletis incisa là một loài tò vò trong họ Ichneumonidae.